# Gaznahleh
Gaznahleh (persiska: گزنهله, Gaznahād) är en ort i Iran.   Den ligger i provinsen Kermanshah, i den nordvästra delen av landet, 400 km väster om huvudstaden Teheran. Gaznahleh ligger 1 660 meter över havet och antalet invånare är 638.
Terrängen runt Gaznahleh är varierad.Runt Gaznahleh är det ganska tätbefolkat, med 80 invånare per kvadratkilometer. Närmaste större samhälle är Sonqor, 5,5 km nordost om Gaznahleh. Trakten runt Gaznahleh består i huvudsak av gräsmarker.